# Copris vilhenai
Copris vilhenai är en skalbaggsart som beskrevs av Ferreira 1962. Copris vilhenai ingår i släktet Copris och familjen bladhorningar. Inga underarter finns listade i Catalogue of Life.